# Wang Chengyi
Dans ce nom chinois, le nom de famille, Wang, précède le nom personnel.
Wang Chengyi (née le 17 juillet 1983 dans le xian de Xiangshan) est une tireuse sportive chinoise.
Elle remporte la médaille de bronze dans l'épreuve de carabine à 3 positions à 50 mètres aux Jeux olympiques d'été de 2004 à Athènes.